# داميانوفو
داميانوفو (بالبلغارية: Дамяново)‏ قرية تقع إدارياً ضمن Sevlievo ‏ في بلغاريا. تعتمد داميانوفو للبريد على الرمز البريدي 5437 وللاتصالات على رمز الاتصال الهاتفي المحلي 067398.